# 6-Stunden-Rennen von Bahrain 2014

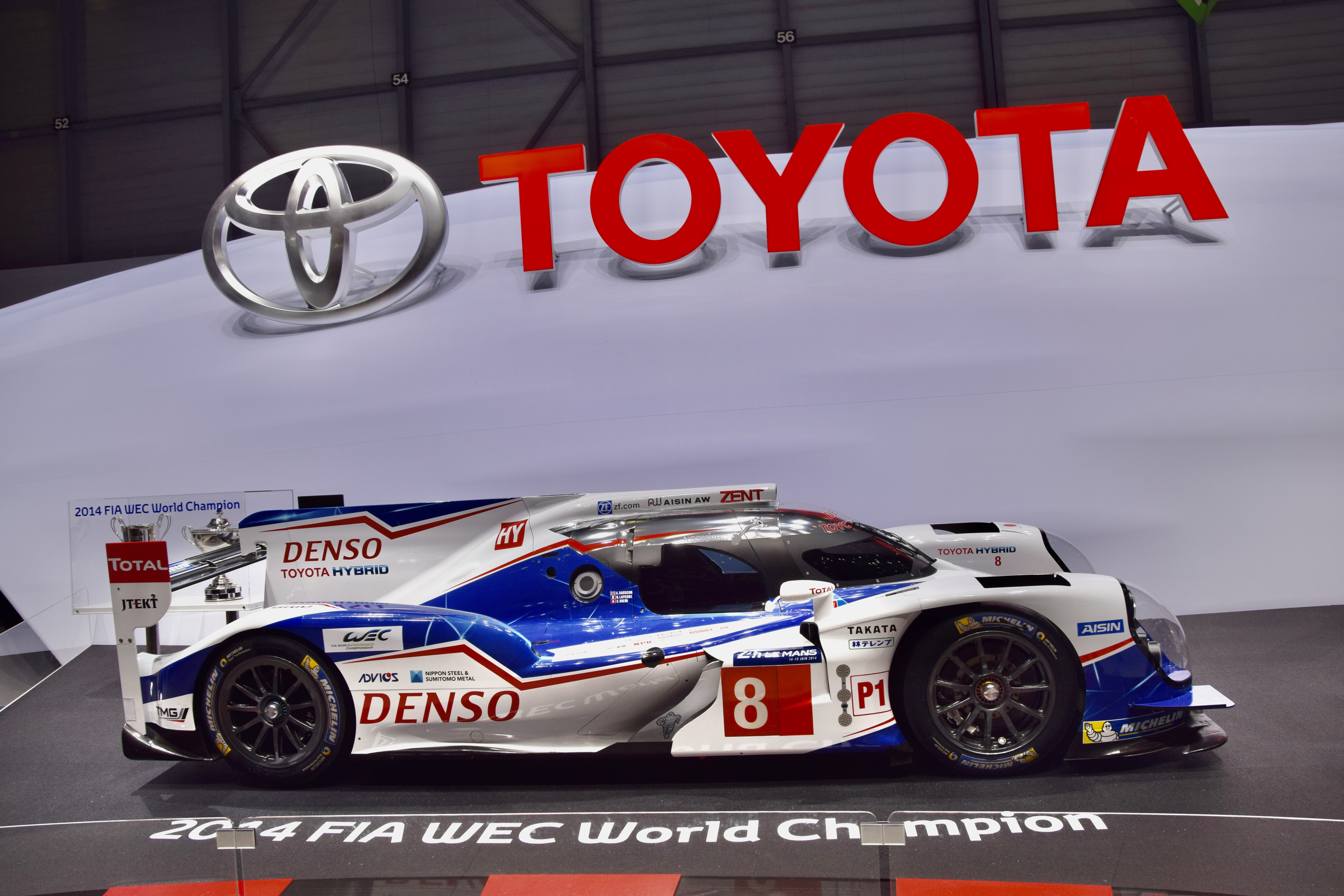
Toyota TS040 Hybrid, Weltmeisterschafts-Siegerwagen von Anthony Davidson und Sébastien Buemi

Das 6-Stunden-Rennen von Bahrain 2014, auch 2014 6 Hours of Bahrain, fand am 15. November auf dem Bahrain International Circuit statt und war der siebte Wertungslauf der FIA-Langstrecken-Weltmeisterschaft dieses Jahres.

## Das Rennen
Nach den Gesamtsiegen beim 6-Stunden-Rennen von Fuji und dem 6-Stunden-Rennen von Shanghai gewann Toyota Racing mit dem TS040 Hybrid in Bahrain das dritte Rennen in Folge. Alexander Wurz, Stéphane Sarrazin und Kazuki Nakajima siegten vor den beiden Porsche 919 Hybrid von Marc Lieb/Romain Dumas/Neel Jani und Timo Bernhard/Brendon Hartley/Mark Webber. Ein elfter Gesamtrang reichte dem Toyota-Duo Anthony Davidson/Sébastien Buemi zum Gewinn der Fahrer-Weltmeisterschaft.

## Ergebnisse

### Schlussklassement
| 1           | LMP1-H    | 7  | Toyota Racing         | Alexander Wurz Stéphane Sarrazin Kazuki Nakajima         | Toyota TS040 Hybrid      | 195 |
| 2           | LMP1-H    | 14 | Porsche Team          | Marc Lieb Romain Dumas Neel Jani                         | Porsche 919 Hybrid       | 195 |
| 3           | LMP1-H    | 20 | Porsche Team          | Timo Bernhard Brendon Hartley Mark Webber                | Porsche 919 Hybrid       | 195 |
| 4           | LMP1-H    | 2  | Audi Sport Team Joest | André Lotterer Marcel Fässler Benoît Tréluyer            | Audi R18 e-tron quattro  | 194 |
| 5           | LMP1-H    | 1  | Audi Sport Team Joest | Tom Kristensen Loïc Duval Lucas di Grassi                | Audi R18 e-tron quattro  | 193 |
| 6           | LMP1-L    | 13 | Rebellion Racing      | Dominik Kraihamer Andrea Belicchi Fabio Leimer           | Rebellion R-One          | 188 |
| 7           | LMP1-L    | 12 | Rebellion Racing      | Nicolas Prost Nick Heidfeld Mathias Beche                | Rebellion R-One          | 182 |
| 8           | LMP2      | 47 | KCMG                  | Matthew Howson Richard Bradley Alexandre Imperatori      | Oreca 03R                | 181 |
| 9           | LMP2      | 37 | SMP Racing            | Kirill Ladygin Anton Ladygin Viktor Shaitar              | Oreca 03                 | 178 |
| 10          | LMP2      | 35 | OAK Racing            | Mark Patterson David Cheng Keiko Ihara                   | Morgan LMP2              | 178 |
| 11          | LMP1-H    | 8  | Toyota Racing         | Anthony Davidson Sébastien Buemi                         | Toyota TS040 Hybrid      | 177 |
| 12          | LMP2      | 26 | G-Drive Racing        | Roman Rusinov Olivier Pla Julien Canal                   | Ligier JS P2             | 177 |
| 13          | LMGTE-Pro | 51 | AF Corse              | Gianmaria Bruni Toni Vilander                            | Ferrari 458 Italia GT2   | 173 |
| 14          | LMGTE-Pro | 97 | Aston Martin Racing   | Darren Turner Stefan Mücke                               | Aston Martin Vantage GTE | 173 |
| 15          | LMGTE-Pro | 71 | AF Corse              | Davide Rigon James Calado                                | Ferrari 458 Italia GT2   | 173 |
| 16          | LMGTE-Pro | 91 | Porsche Team Manthey  | Richard Lietz Jörg Bergmeister                           | Porsche 911 RSR          | 173 |
| 17          | LMGTE-Pro | 92 | Porsche Team Manthey  | Patrick Pilet Frédéric Makowiecki                        | Porsche 911 RSR          | 172 |
| 18          | LMGTE-Am  | 95 | Aston Martin Racing   | David Heinemeier Hansson Kristian Poulsen Nicki Thiim    | Aston Martin Vantage GTE | 172 |
| 19          | LMGTE-Am  | 81 | AF Corse              | Steve Wyatt Michele Rugolo Andrea Bertolini              | Ferrari 458 Italia GT2   | 171 |
| 20          | LMGTE-Am  | 98 | Aston Martin Racing   | Paul Dalla Lana Pedro Lamy Christoffer Nygaard           | Aston Martin Vantage GTE | 171 |
| 21          | LMGTE-Am  | 88 | Proton Competition    | Christian Ried Wolf Henzler Khaled Al Qubaisi            | Porsche 911 RSR          | 170 |
| 22          | LMGTE-Am  | 90 | 8 Star Motorsports    | Matteo Cressoni Paolo Ruberti Gianluca Roda              | Ferrari 458 Italia GT2   | 170 |
| 23          | LMGTE-Am  | 61 | AF Corse              | Jeff Segal Alexander Talkanitsa Alessandro Pier Guidi    | Ferrari 458 Italia GT2   | 170 |
| 24          | LMGTE-Pro | 99 | Aston Martin Racing   | Abdulaziz bin Turki Al Saud Alex MacDowall Fernando Rees | Aston Martin Vantage GTE | 170 |
| 25          | LMGTE-Am  | 75 | Prospeed Competition  | François Perrodo Matthieu Vaxivière Emmanuel Collard     | Porsche 997 GT3-RSR      | 170 |
| Ausgefallen |           |    |                       |                                                          |                          |     |
| 26          | LMP2      | 27 | SMP Racing            | Sergey Zlobin Maurizio Mediani Nicolas Minassian         | Oreca 03R                | 171 |
| 27          | LMP1-L    | 9  | Lotus                 | Simon Trummer Pierre Kaffer Nathanaël Berthon            | CLM P1/01                | 1   |

### Nur in der Meldeliste
Zu diesem Rennen sind keine weiteren Meldungen bekannt.

### Klassensieger
| Klasse    | Fahrer                   | Fahrer            | Fahrer               | Fahrzeug                 | Platzierung im Gesamtklassement |
| --------- | ------------------------ | ----------------- | -------------------- | ------------------------ | ------------------------------- |
| LMP1-H    | Alexander Wurz           | Stéphane Sarrazin | Kazuki Nakajima      | Toyota TS040 Hybrid      | Gesamtsieg                      |
| LMP1-L    | Dominik Kraihamer        | Andrea Belicchi   | Fabio Leimer         | Rebellion R-One          | Rang 6                          |
| LMP2      | Matthew Howson           | Richard Bradley   | Alexandre Imperatori | Oreca 03                 | Rang 8                          |
| LMGTE Pro | Gianmaria Bruni          | Toni Vilander     |                      | Ferrari 458 Italia GT2   | Rang 13                         |
| LMGTE Am  | David Heinemeier Hansson | Kristian Poulsen  | Nicki Thiim          | Aston Martin Vantage GTE | Rang 18                         |

### Renndaten
- Gemeldet: 27
- Gestartet: 27
- Gewertet: 25
- Rennklassen: 5
- Zuschauer: unbekannt
- Wetter am Rennwochenende: warm und trocken
- Streckenlänge: 5,412 km
- Fahrzeit des Siegerteams: 6:00:18,056 Stunden
- Runden des Siegerteams: 195
- Distanz des Siegerteams: 1055,340 km
- Siegerschnitt: 175,700 km/h
- Pole Position: Romain Dumas – Porsche 919 Hybrid (#14) – 1:41,897
- Schnellste Rennrunde: Anthony Davidson – Toyota TS040 Hybrid (#20) – 1:45,989 = 183,800 km/h
- Rennserie: 7. Lauf zur FIA-Langstrecken-Weltmeisterschaft 2014